# 藤翔平
藤 翔平（とう しょうへい、6月18日 - ）は、日本の男性声優。福岡県出身。アクセント所属。

## 略歴
九州大谷短期大学、アクセント附属養成所シャイン12期出身。

## 人物
趣味にはエレキギターと包丁研ぎ、特技には料理をそれぞれ挙げている。
方言は博多弁。資格は普通自動車免許。

## 出演
太字はメインキャラクター。

### テレビアニメ
2013年
- たまゆら〜もあぐれっしぶ〜

2016年
- アイドルメモリーズ（観客男性）

2017年
- 戦刻ナイトブラッド（村人）
- いぬやしき（ヤクザ、客）

2018年
- バジリスク 〜桜花忍法帖〜（遊佐天信）
- レイトン ミステリー探偵社 〜カトリーのナゾトキファイル〜（2018年 - 2019年、喫茶店の店員、イーサン・ネイルズ）

2020年
- ふしぎ駄菓子屋 銭天堂（となり町商店街 選手）

2021年
- WAVE!!〜サーフィンやっぺ!!〜（アナウンス）
- 新幹線変形ロボ シンカリオンZ（中州ドンタク）

2023年
- 暴食のベルセルク（武人）
- ビックリメン（貼れるや）

2025年
- ある魔女が死ぬまで（アナウンサー）

### 劇場アニメ
- 劇場版 呪術廻戦 0（2021年、呪術師）
- 映画 プリキュアオールスターズF（2023年、レッサーアーク）

### Webアニメ
- コタローは1人暮らし（2022年、先輩弁護士）

### ゲーム
- 三国戦紀WEB（2015年、武将[7]）

### ドラマCD
- いかさま博覧亭
- 大正メビウスライン

### 吹き替え

#### 映画
- トゥモローランド（デクスター〈ユスフ・A・アハメド〉[8]）
- アイリッシュマン
- アサシン クリード[9]
- ウェディング・テーブル
- スパイダーマン:ホームカミング（チャールズ〈マイケル・バービアーリ〉[10]）
- 猿の惑星: 聖戦記[11]
- キングスマン:ゴールデン・サークル（アンヘル〈トム・ベネディクト・ナイト〉[12]）
- ジグソウ:ソウ・レガシー（キース〈クレ・ベネット〉[13]）
- ボヘミアン・ラプソディ（ベイカー〈ティム・プレスター〉[14]）
- X-MEN:ダーク・フェニックス（夫[15]）
- サンダーボルツ*（ヒューストン[16]）

#### ドラマ
- I-Land 戦慄の島
- アウトキャスト
- ブラック・ミラー
- 孔子
- TWO WEEKS
- 謀りの後宮
- CSI:科学捜査班 シーズン14
- ウォーキング・デッド シーズン5（アーロン〈ロス・マーカンド〉）
- GOTHAM/ゴッサム シーズン2
- BONES シーズン11
- シカゴ P.D.（ジン〈アーチー・カオ〉[17]）
- 愛の不時着（キム課長〈ユ・ジョンホ〉[18]）

#### アニメ
- プリンセス ユニキャット（リック[19]）
- LEGO スター・ウォーズ/フリーメーカーの冒険（プルームストライカー）

#### その他
- プロジェクト・ランウェイ シーズン12（ジャステイン・ルブラン）